# 徳増須磨夫
徳増 須磨夫（とくます すまお、1923年7月31日 - 2008年9月10日）は、日本の経営者。住友海上火災保険社長、会長を務めた。

## 経歴
兵庫県出身。1950年に東京大学法学部政治学科を卒業し、同年に住友海上火災保険に入社。
1974年6月に取締役に就任し、1975年6月に常務、1977年6月に専務を経て、1979年7月には社長に就任。1990年10月に会長に就任し、1996年6月には相談役に就任。
1984年11月に藍綬褒章を受章し、1993年11月に勲二等瑞宝章を受章。
2008年9月10日肺炎のために死去。85歳没。